# Bijlage
Een bijlage of appendix is van oudsher een deel van een rapport of scriptie, waarin men over het algemeen achtergrondmateriaal opneemt dat de hoofdtekst onnodig lang zou maken. 
Een bijlage kan een los deel zijn dat bij een brief of een tijdschrift gevoegd wordt. Bij een brief met bijlage kan (los van de informatiedrager) de bijlage het hoofddocument zijn en de brief alleen maar een begeleidend briefje. Dit komt bijvoorbeeld vrij vaak voor bij Kamerstukken, al kan de brief ook nuttige context of commentaar bevatten. Bij een fysiek pakket van een groot document en een begeleidend briefje zal men eerder spreken van verzending/ontvangst van het document.
Sinds de opkomst van e-mail als belangrijk communicatiemiddel wordt met een bijlage vaak een apart computerbestand bedoeld dat met de e-mail wordt meegestuurd. Dergelijke bestanden worden ook wel aangeduid met de Engelse term  attachment.
De term appendix heeft daarnaast vaak betrekking op een verklarende woordenlijst bij een boek, of een aparte uiteenzetting omtrent daarin gebezigde begrippen.